# چپیله
چپیله (به لهستانی:  Czepiele) یک روستا در لهستان است که در گمینا کوژنگتسا واقع شده‌است.